# Ansis Daumanis
Ansis Daumanis (ros. Анс Эрнестович Дауман, Ans Ernestowicz Dauman; ur. w listopadzie 1885 w Dreiliņi, zm. 1 sierpnia 1920 pod Brześciem) – łotewski rewolucjonista, bolszewik, uczestnik łotewskiej wojny o niepodległość po stronie bolszewickiej oraz wojny polsko-bolszewickiej.

## Życiorys
Pochodził z łotewskiej rodziny chłopskiej. W 1903 r., będąc uczniem szkoły mierniczych w Pskowie, wstąpił do nielegalnego kółka socjaldemokratycznego. Rok później przyłączył się do Łotewskiej Socjaldemokratycznej Partii Robotniczej. Brał udział w rewolucji 1905 r., stworzył oddział milicji ludowej w Biķernieki (ob. część Rygi) i dowodził nim. W 1907 r. ukończył naukę w szkole mierniczych w Pskowie. Powołany do armii Imperium Rosyjskiego, w latach 1907-1911 służył w armii rosyjskiej w Warszawie. Następnie żył w guberni wileńskiej, pracując w wyuczonym zawodzie. Powołany do wojska w 1914 r. w związku z wybuchem I wojny światowej.
Wziął udział w rewolucji lutowej 1917 r. Został po niej wybrany na burmistrza Narwy, następnie na przewodniczącego rady delegatów robotniczych i żołnierskich w Narwie. Wszedł również do bolszewickiego komitetu wojskowo-rewolucyjnego w Narwie. Jako burmistrz Narwy zainicjował oderwanie miasta od guberni piotrogrodzkiej i przyłączenie go do guberni estońskiej, co zaakceptował już rząd Rosji Radzieckiej po rewolucji październikowej. 
Po pokoju brzeskim i wkroczeniu wojsk niemieckich na ziemie estońskie utworzył z robotników narwskich oddział Czerwonej Gwardii, na bazie którego powstała następnie radziecka 6 Dywizja Strzelców. W 1919 r. wszedł do Rady Rewolucyjno-Wojskowej Armii Radzieckiej Łotwy, utworzonej w styczniu tego samego roku po zajęciu Rygi przez Armię Czerwoną. Dowodził 2 brygadą 1 Dywizji Łotewskiej, w marcu 1919 r. został dowódcą kurlandzkiej grupy Armii Radzieckiej Łotwy. Dowodzone przez niego jednostki nie były w stanie utrzymać opanowanych przez bolszewików w końcu 1918 r. terytoriów Kurlandii i Semigalii, ponosząc serię porażek z silniejszymi liczebnie i lepiej wyposażonymi jednostkami niemieckimi: Bałtycką Landeswehrą, Żelazną Dywizją i 1 Rezerwową Dywizją Gwardii. Niemiecka antybolszewicka kontrofensywa dotarła w drugiej połowie marca 1919 r. do linii Lelupy i tam została powstrzymana. W końcu maja 1919 r. Niemcy odbili z rąk bolszewików także Rygę. Armia Radzieckiej Łotwy wycofała się do Łatgalii. Ansisa Daumanisa mianowano komendantem twierdzy dyneburskiej. Był również członkiem Centralnego Komitetu Wykonawczego Łotewskiej Socjalistycznej Republiki Radzieckiej. W marcu-kwietniu 1920 r., to jest już po bitwie pod Dyneburgiem i upadku Łotewskiej SRR, był też delegatem na VI zjazd Komunistycznej Partii Łotwy i IX zjazd WKP (b) Po zakończeniu zjazdu skierowany na kursy w Akademii Sztabu Generalnego. 
Objął dowództwo 10 Dywizji Strzelców. Na jej czele brał udział w wojnie polsko-bolszewickiej. Zginął 1 sierpnia 1920 r. w bitwie o Brześć.
Ansis Daumanis został pochowany w Mińsku; jego mogiła znajduje się na terenie parku im. Gorkiego. Dwukrotnie odznaczony Orderem Czerwonego Sztandaru, w tym raz pośmiertnie. 
Imieniem Daumanisa (w brzmieniu rosyjskim - Daumana) nazwano ulice w Mińsku oraz w Narwie.
Jego brat Jānis Daumanis również był działaczem partii bolszewickiej.